# عبد الكريم أحمد مقبل القحطاني
عبد الكريم أحمد مقبل مرشد ال مسعد القحطاني (1940 - 2002)، ولد في ذو الحجة 1365 هـ في مدينة الخرج في السعودية. يعتبر من أوائل المعارضين من المؤسسة العسكرية السعودية. انضم وشارك في حركة الضباط الأحرار السعودية ومن مؤسسي تنظيم اتحاد شعب الجزيرة العربية وعضو مؤسس في التنظيم، شارك على برامج إذاعية معارضة للحكم السعودي في إذاعة صوت العرب في مصر ثم انتقل إلى اليمن الجنوبي عام 1963 وانشأ مكتب للمعارضة هناك ودعم ثوار حرب اليمن ضد الإمامة مع القوات المصرية في حرب اليمن.

## حياته المهنية
أنهي الدراسة العسكرية وانتسب إلى الجيش السعودي عام 1960 وعمل في وحدات الحراسة والحماية لأفراد وأمراء الاسرة المالكة ثما التحق بالقوة الجوية.
حصل علي اللجوء السياسي بمصر عام 1964 على اثر عصيان الأوامر العسكرية بدعم مقاتلي الامام باليمن حيث توجه هو ومجموعة من ضباط سلاح الطيران والقوة الجوية السعودي بطائراتهم الحربية من السعودية الي القاهرة
كان أحد أعضاء حركة الضباط الأحرار السعودي التي شاركت في معارضة النظام الملكي السعودي وفي نفس الفترة التي ظهرت فيها حركة الأمراء الأحرار السعودي بقيادة الأمير طلال بن عبد العزيز آل سعود رئيس الحركة والتي نادت بتغيرات ديمقراطية شاملة بالسعودية استمر في العمل السياسي النضالي السلمي من القاهرة وصنعاء وبغداد.
```
الانشقاق وطلب اللجوء السياسي في مصر
```

في يوم الثلاثاء الموافق 2 أكتوبر من عام 1962 انشق بعض الطيارين السعوديين المتأثرين بالناصرية والفكر القومي العربي وطلبوا اللجوء السياسي في مصر بعد أن كانوا مكلفين بمهمة إرسال السلاح والذخيرة إلى الملكيين لكنهم عصوا الأوامر وتوجهوا بطائراتهم من طراز cr3b إلى القاهرة والطيارين هم  عبد الكريم أحمد مقبل القحطاني  وعمر ازميلي ورشاد شاشة وأحمد حسين، ,آخرون وتسببت هذه الحادثة بقطع العلاقات الدبلوماسية بين البلدين في نوفمبر 1962 بعد أن رفضت مصر طلب سعودي بتسليم الطيارين اللاجئين والطائرات.

## وفاته

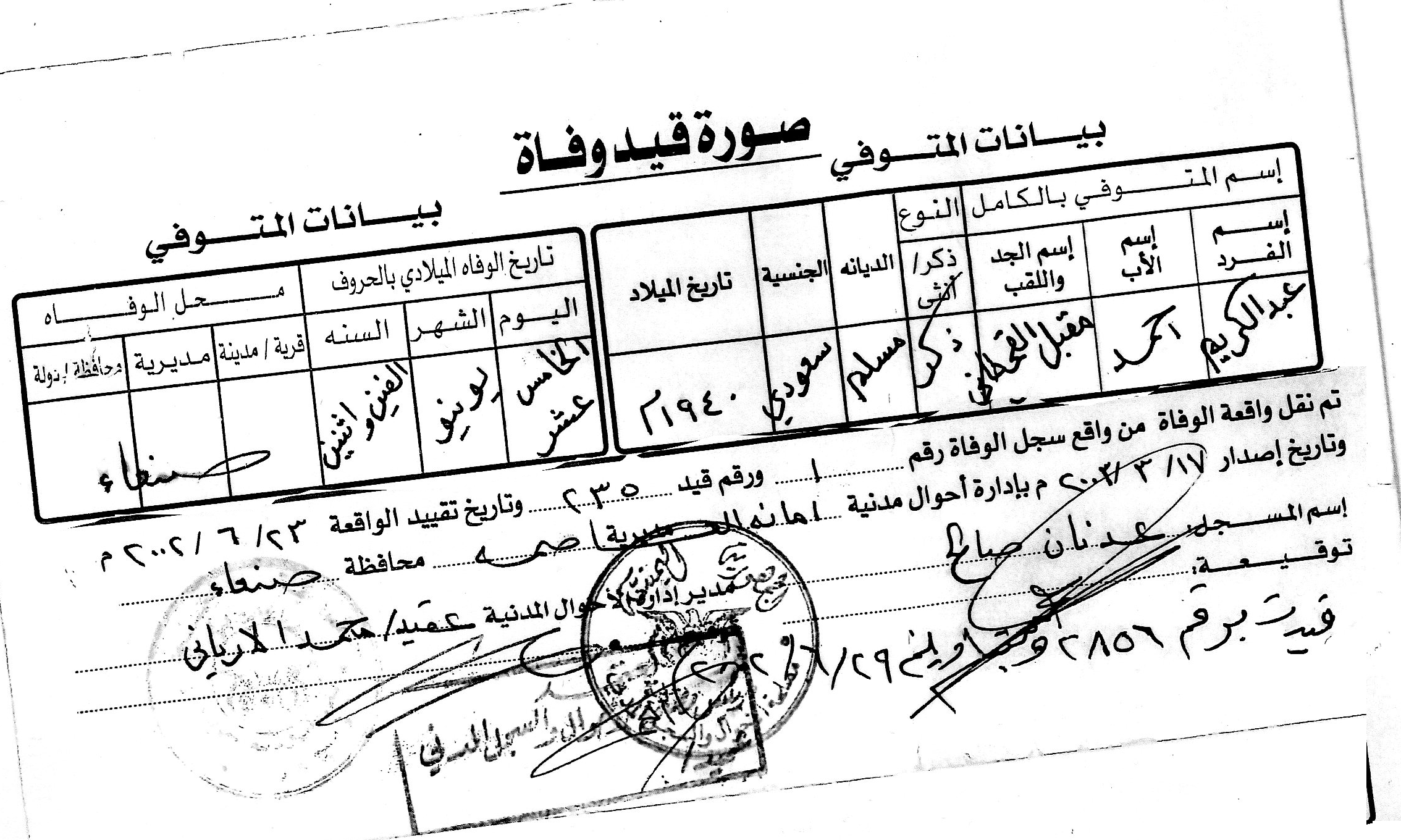
شهادة الوفاة

توفي عبد الكريم احمد مقبل مرشد القحطاني في صنعاء عاصمة اليمن بتاريخ 15 يونيو 2002. كانت الوفاة بعد تعرضه لنوبة قلبية مفاجئة بغرفته في أحد فنادق صنعاء، اثناء زيارة عمل خاصة لليمن قادما من العراق، وتم نقله الي أحد مستشفيات صنعاء حيث توفي بعد ثلاثة أيام.